# Vének
Vének – wieś i gmina w północno-zachodniej części Węgier, w pobliżu miasta Győr.
Miejscowość leży na obszarze Małej Niziny Węgierskiej, w pobliżu granicy słowackiej. Administracyjnie należy do powiatu Győr, wchodzącego w skład komitatu Győr-Moson-Sopron.
Gmina Vének liczy 193 mieszkańców (2009 r.) i zajmuje obszar 6,89 km².